# Una chica de Chicago
Una Chica de Chicago es una película española de comedia de 1960 dirigida por Manuel Mur Oti y protagonizada por Ana Bertha Lepe, Javier Armet y Rafael Durán.

## Resumen
Una chica española educada en Chicago regresa a su pueblo imbuida de ideas norteamericanas y organiza un movimiento feminista para lograr que el hombre colabore en las tareas domésticas. Espantados ante la sola idea de ayudar a sus mujeres los catetos aldeanos le piden ayuda a Juan, el hijo del alcalde que es abogado en Madrid.

## Reparto
- Ana Bertha Lepe
- Javier Armet
- Rafael Durán
- Roberto Rey
- José María Lado
- Ángel Ter
- Porfiria Sanchiz
- Joaquín Roa
- Tony Soler
- Manuel Bermúdez 'Boliche'
- Luana Alcañiz
- Manuel Requena
- Lola Alba
- Pilar Gómez Ferrer
- Julia Pachelo
- Ángel Calero
- Josefina Bejarano
- Ramón Giner
- Félix Briones
- Fernando San Clemente
- Pilar Sanclemente
- Marisa Prado
- José Marco Davó